# 小行星1706
小行星1706（1706 Dieckvoss）是一颗绕太阳运转的小行星，为主小行星带小行星。该小行星于1931年10月5日发现。
該小行星以德國天文學家威廉·迪克沃斯（Wilhelm Dieckvoß）命名。

## 轨道参数
小行星1706的轨道半长轴为2.1254557 UA，离心率为0.115。